# Canton de Conques
Le canton de Conques est une ancienne division administrative française située dans le département de l'Aveyron et la région Midi-Pyrénées.

## Géographie
Ce canton était organisé autour de Conques dans l'arrondissement de Rodez. Son altitude variait de 180 m (Grand-Vabre) à 684 m (Saint-Félix-de-Lunel) pour une altitude moyenne de 394 m.

## Représentation

### Conseillers généraux de 1833 à 2015
| Période | Période          | Identité                                           | Étiquette           | Qualité                                                  |
| ------- | ---------------- | -------------------------------------------------- | ------------------- | -------------------------------------------------------- |
| 1833    | 1845             | Christian Alary                                    | Constitutionnel     | Maire de Conques                                         |
| 1845    | 1848             | Alphonse Auzouy                                    |                     | Propriétaire à Rignac                                    |
| 1848    | 1865             | Joseph Jean Guillaume Crozes d'Hauterives (1814-?) |                     | Avocat à Grand-Vabre Propriétaire du château de Selves   |
| 1865    | 1875             | Jean-Joseph Delsol                                 | Centre droit        | Avocat à Paris - Député (1871-1876) Sénateur (1876-1894) |
| 1875    | 1892             | Casimir Benazech                                   | Droite              | Notaire Maire de Sénergues                               |
| 1892    | 1904             | Louis Fraysse                                      | Républicain         | Ingénieur Civil des Mines                                |
| 1904    | 1926 (démission) | Auguste Benazech                                   | Conservateur        | Notaire Maire de Sénergues                               |
| 1926    | 1940             | Adrien Marion                                      | URD                 | Avoué à Rodez, conseiller d'arrondissement               |
|         |                  |                                                    |                     |                                                          |
| 1945    | 1951             | Joseph Fau                                         | UDSR                | Docteur à Conques Maire de Conques (1953-1977)           |
| 1951    | 1964             | Augustin Mercadier                                 | DVD                 | Notaire - Maire de Sénergues                             |
| 1964    | 1970 (décès)     | Marie-Louise Gardanez (1903-1970)                  | Centriste           | Propriétaire à Nauviale                                  |
| 1970    | 2001             | Pierre Riom (1927-2019)                            | RI puis UDF puis DL | Directeur de banque, maire de Conques                    |
| 2001    | 2015             | Bernard Burguière                                  | DVD                 | Exploitant agricole à Coubisou                           |

### Résultats électoraux détaillés
- Élections cantonales de 2001 : Bernard Burguiere (UDF) est élu au second tour avec 100 % des suffrages exprimés. Le taux de participation est de 77,10 % (1 909 votants sur 2 476 inscrits)[4].
- Élections cantonales de 2008 : Bernard Burguiere (Divers droite) est élu au second tour avec 74,52 % des suffrages exprimés, devant Philippe Varsi (UDFD) (25,48 %). Le taux de participation est de 78,42 % (1 882 votants sur 2 400 inscrits)[5].

### Conseillers d'arrondissement (de 1833 à 1940)
| Période                                  | Période      | Identité                                 | Étiquette           | Qualité |
| ---------------------------------------- | ------------ | ---------------------------------------- | ------------------- | --- |
| 1833                                     | 1839         | Jacques Jean Baptiste Visseq (1782-1862) |                     | Propriétaire, maire de Saint-Félix-de-Lunel                                                                 |
| 1839                                     | 1848         | M. Griffoulières                         |                     | Juge de paix à Conques                                                                                      |
| 1848                                     | 1852         | Jean Antoine de Rigal de Pomies          |                     | Avocat, propriétaire à Sénergues                                                                            |
| 1852                                     | 1874         | Jean-Pierre Bénazech                     |                     | Avoué à Rodez, maire de Conques (1848-1854)                                                                 |
| 1874                                     | 1883         | Jean Antoine de Rigal de Pomies          |                     | Avocat, propriétaire, maire de Sénergues                                                                    |
| 1883                                     | 1889         | Pierre Chaussade                         |                     | Notaire à Saint-Cyprien-sur-Dourdou                                                                         |
| 1889                                     | 1898         | Isidore Lala (1859-1925)                 |                     | Notaire à Conques                                                                                           |
| 1898                                     | 1905         | M. Périé                                 |                     | Agréé à Rodez, maire de Saint-Cyprien-sur-Dourdou, Président du Conseil d'arrondissement                    |
| 1905                                     | 1913         | Rémi Visseq (1855-1917)                  |                     | Propriétaire, géomètre expert, maire de Saint-Félix-de-Lunel                                                |
| 1913                                     | 1926         | Adrien Marion                            | Libéral             | Avoué à Rodez                                                                                               |
| septembre 1926                           | 1930 (décès) | Jules Causse (1865-1930)                 | Républicain libéral | Propriétaire aux Blanquies, adjoint au maire de Sénergues                                                   |
| 1930                                     | 1932 (décès) | Louis Dalmon (1876-1932)                 | Union nationale     | Maire de Saint-Cyprien-sur-Dourdou                                                                          |
| 1933                                     | 1937         | Arthémis Auguste Bénazech                | URD                 | Médecin, ancien maire de Conques (1904-1929)                                                                |
| 1937                                     | 1940         | C. Dalmon (1910-1942)                    |                     | Médecin, propriétaire à Saint-Cyprien-sur-Dourdou                                                           |
| 1940                                     |              |                                          |                     | Les conseils d'arrondissement ont été suspendus par la loi du 12 octobre 1940 et n'ont jamais été réactivés |
| Les données manquantes sont à compléter. |              |                                          |                     | |

## Composition
Le canton de Conques regroupait six communes et comptait 2 560 habitants (recensement de 2006 sans doubles comptes).
| Communes                  | Population (2012) | Code postal | Code Insee |
| ------------------------- | ----------------- | ----------- | ---------- |
| Conques                   | 302               | 12320       | 12076      |
| Grand-Vabre               | 424               | 12320       | 12114      |
| Noailhac                  | 193               | 12320       | 12173      |
| Saint-Cyprien-sur-Dourdou | 766               | 12320       | 12218      |
| Saint-Félix-de-Lunel      | 401               | 12320       | 12221      |
| Sénergues                 | 545               | 12320       | 12268      |

## Démographie
| 1962  | 1968  | 1975  | 1982  | 1990  | 1999  | 2006  | 2011  | 2012  |
| ----- | ----- | ----- | ----- | ----- | ----- | ----- | ----- | ----- |
| 4 012 | 3 654 | 3 314 | 3 209 | 2 862 | 2 631 | 2 560 | 2 578 | 2 551 |